# Tempoal de Sánchez
Tempoal de Sánchez es una ciudad localizada en la región de la Huasteca Alta, en el estado mexicano de Veracruz. Sirve como cabecera municipal del municipio de Tempoal.
Tempoal viene del huasteco tam-puhal, que significa "lugar de sapos". "De Sánchez" se debe al militar mexicano Rafael Platón Sánchez (1831–1867), un nativo del área que peleó en la Batalla de Puebla del 5 de mayo de 1862 y después sentenció a Maximiliano de Habsburgo y a sus generales Miguel Miramón y Tomás Mejía a muerte por enviar tropas a Santiago de Querétaro el 19 de junio de 1867.

## Demografía
De acuerdo con el Censo de Población y Vivienda realizado en el año 2020 por el Instituto Nacional de Estadística y Geografía (INEGI), en Tempoal de Sánchez había un total de 12 494 habitantes, 5944 hombres y 6550 mujeres. Siendo un número total de 3700 viviendas habitadas.

### Evolución demográfica
| Gráfica de evolución demográfica de Tempoal de Sánchez entre 1900 y 2020 |
|                                                                          |
| Fuente: Instituto Nacional de Estadística y Geografía                    |

## Historia
Tempoal fue fundado en la Conquista de México. Se levantó en la categoría de villa el 27 de mayo de 1927 y en categoría de ciudad el 29 de noviembre de 1927.